# Узянбаш
Узянба́ш (рос. Узянбаш, башк. Үҙәнбаш) — село (колишнє селище) у складі Бєлорєцького району Башкортостану, Росія. Входить до складу Шигаєвської сільської ради.
Населення — 636 осіб (2010; 796 в 2002).
Національний склад:
- башкири — 67%
- росіяни — 28%